# (12899) 1998 RN13
(12899) 1998 RN13 est un astéroïde de la ceinture principale découvert en 1998.

## Description
(12899) 1998 RN13 a été découvert le 1er septembre 1998 à Woomera (Australie par Frank B. Zoltowski.

### Caractéristiques orbitales
L'orbite de cet astéroïde est caractérisée par un demi-grand axe de 2,40 UA, un périhélie de 2,11 UA, une excentricité de 0,12 et une inclinaison de 3,23° par rapport à l'écliptique. Du fait de ces caractéristiques, à savoir un demi-grand axe compris entre 2 et 3,2 UA et un périhélie supérieur à 1,666 UA, il est classé, selon la JPL Small-Body Database, comme objet de la ceinture principale.

### Caractéristiques physiques
(12899) 1998 RN13 a une magnitude absolue (H) de 14,4 et un albédo estimé à 0,057.